# Felice Andreis
Felice Andreis (Torino, 21 giugno 1907 – Giuncarico, 7 marzo 2015) è stato un fotografo e chimico italiano.

## Biografia
Di antica famiglia nobile, agli inizi della prima guerra mondiale si trasferì dalla natìa Torino a Sanremo, dove frequentò le scuole fino alla terza ginnasio. Dopo la guerra, ritornato a Torino, terminò il liceo e si iscrisse alla facoltà di chimica, in cui si laureò nel 1929. Successivamente frequentò il corso allievi ufficiali a Bra e, come sottotenente di artiglieria da campo, fu assegnato al V Reggimento a Venaria Reale. Appassionato di fotografia sin dalla giovane età, nel 1932 prese parte alla quinta Esposizione di fotografia alpina del CAI di Torino. Nel 1933 si trasferì in Maremma per condurre la tenuta di San Donato (1 800 ettari) che allora faceva parte delle "Aziende agricole maremmane", società torinese di cui era dirigente; ebbe inizio così il suo lungo rapporto con questa terra, che lo vide fotografo e documentatore di avvenimenti importanti, soprattutto legati alla civiltà rurale, alle bonifiche e al lavoro manuale. Fu anche coinvolto egli stesso nelle operazioni di bonifica, realizzando la diga di Poggio Perotto (1934-1938) sul torrente Serra, che divenne uno dei suoi scatti fotografici ricorrenti.
Nel 1939 si sposò con Angelica Barabesi, nipote del bibliografo Raffaello Barabesi, e si stabilì a Giannella, nel comune di Orbetello. Qui frequentò le personalità di rilievo della zona, fra cui Guelfo Civinini, Corrado Alvaro, Giannalisa Gianzana con il marito Luigi Barzini, la famiglia Ponticelli, la famiglia Deram, la famiglia Vaccarino. Al contempo, ebbe contatti frequenti con i Camera Club statunitensi, esponendo le sue fotografie negli Stati Uniti e nelle principali esposizioni europee.
Scrive Giovanna Ginex che «Andreis sceglie i tagli e le inquadrature della fotografia artistica, secondo stilemi aggiornatissimi e internazionali che derivano dalla fotografia modernista di bauhaus passando per l'opera e le teorie fotografiche di Moholy-Nagy». Quasi tutte le fotografie dei primi anni trenta erano scattate con obiettivo Voigtländer con lastre 6x9 e stampate presso lo studio Tirone di Torino. Nel 1934 espose in Belgio al XIII Salon dell'Association belge de photographie et cinematographie di Bruxelles e al Salon international de photographie di Spa. Molti dei suoi scatti vennero pubblicati regolarmente sulla testata dell'American Annual of Photography.
Nel 1935 acquistò una Leica, iniziando a realizzare anche opere audiovisive, tra cui un documentario sulle bonifiche per l'Istituto Luce, presentato tre anni dopo all'Accademia dei Georgofili.
Fino al 1948, esclusi gli intervalli della guerra, rimase in Maremma e poi si trasferì in Sudafrica dove aveva comprato una fattoria. Nella sua azienda piantò 20 000 ulivi e negli anni cinquanta vi installò un frantoio. Nel 1975 lasciò il Sudafrica per tornare in Maremma, nella tenuta di Poggio Cavallino, tra Giuncarico e Ribolla. Morì il 7 marzo 2015 all'età di centosette anni.

## Archivio
Nella sua lunghissima e mai interrotta attività di fotoamatore, il barone Felice Andreis ha accumulato moltissimo materiale di carattere fotografico, relativo sia all'ambito personale che professionale. Nell'archivio sono presenti circa 15 000 tra negativi e fotografie (lastre, diapositive, stampe) conservate in sette album e in scatole di cartone, alcuni fascicoli di documenti amministrativi relativi alla tenuta di San Donato; è presente anche un fondo librario. Tale materiale è attualmente custodito nella residenza di Poggio Cavallino; una parte dell'archivio andò perduto durante il secondo conflitto mondiale quando, a causa dei bombardamenti di Torino, sia la casa di corso Vittorio Emanuele che la villa in collina furono danneggiate. La documentazione più antica risale al 1916.

### Filmografia
- Edo Galli, Il tempo delle bonifiche. La Maremma, il barone, l'Africa. Felice Andreis documentarista, documentario, durata 15', 1996.
- Claudio Longobardi, Il barone fotografo, documentario, durata 8’, 2008.